# Simone Velasco
Pour les articles homonymes, voir Velasco.
Simone Velasco (né le 2 décembre 1995 à Bologne) est un coureur cycliste italien, membre de l'équipe Astana Qazaqstan.

## Biographie
En avril 2021, il participe à la Flèche wallonne, où il est membre de l'échappée du jour.
Il s'engage avec Astana-Qasaqstan pour les saisons 2022 et 2023.

## Vie privée
Il vit avec Carlotta Ganna, la sœur du cycliste Filippo Ganna.

## Palmarès

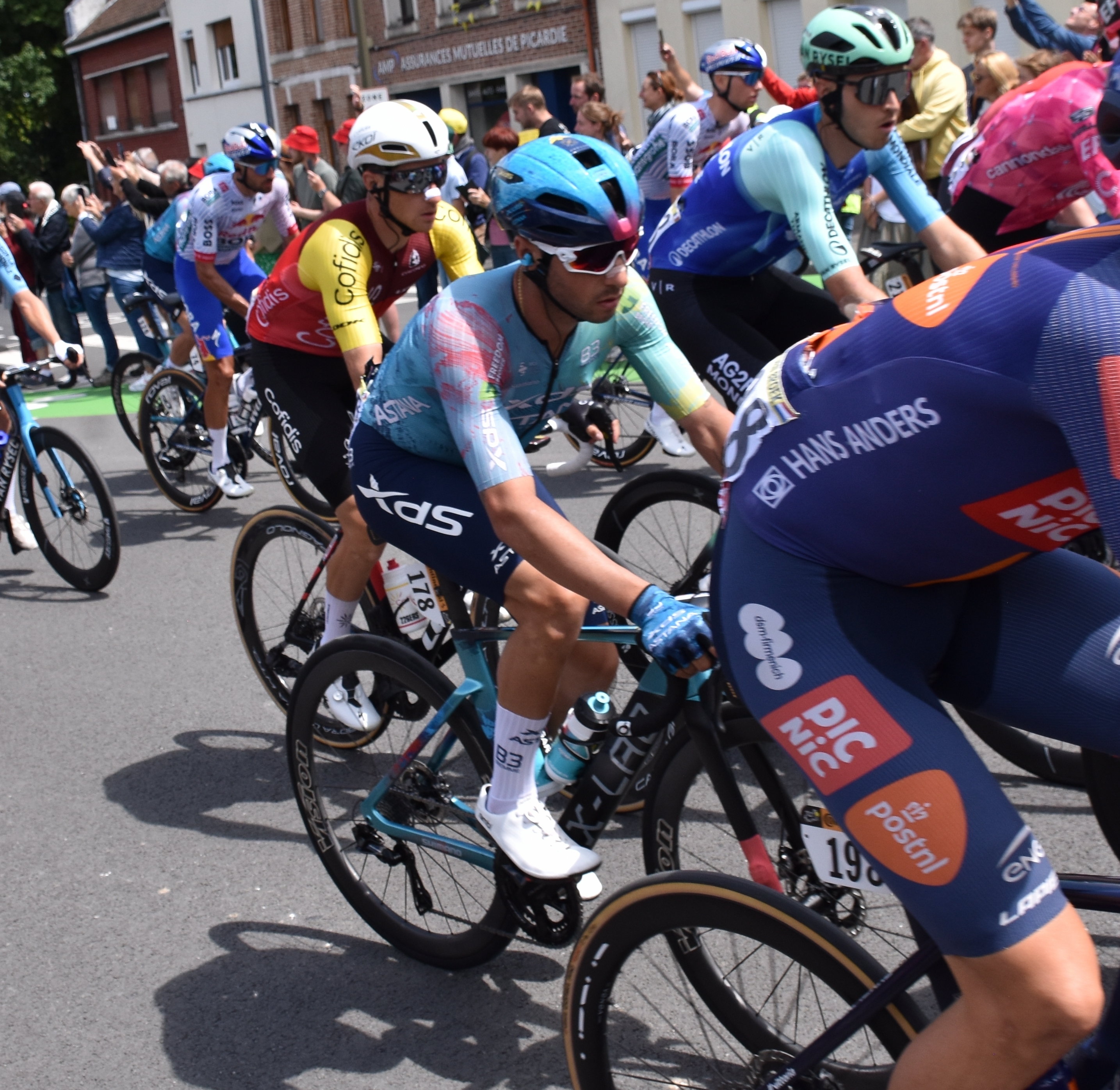
Simone Velasco N°178 - Tour de France 2025.

### Palmarès amateur
- 2013
  - Trophée de la ville de Loano
  - Gran Premio dell'Arno
  - Coppa Pietro Linari
  - 2e du Trofeo Dorigo Porte
- 2014
  - La Bolghera
  - Coppa 1° Maggio
  - 2e du Trophée Edil C
  - 2e de la Medaglia d'Oro Frare De Nardi
  - 2e du Grand Prix de la ville d'Empoli
- 2015
  - Coppa della Pace
  - Ruota d'Oro
  - 2e de la Coppa San Bernardino
  - 2e du Grand Prix de Poggiana
  - 2e du Gran Premio Capodarco
  - 2e du Grand Prix Colli Rovescalesi
  - 3e de la Coppa Cicogna

### Palmarès professionnel
- 2019
  - Trofeo Laigueglia
  - 3e étape de la Semaine internationale Coppi et Bartali
  - 3e de la Coppa Sabatini
- 2021
  - 3e étape du Tour du Limousin-Périgord en Nouvelle-Aquitaine
  - 2e du Tour du Jura
- 2023
  -  Champion d'Italie sur route
  - 3e étape du Tour de la Communauté valencienne
  - 2e du Trophée Matteotti
  - 3e du Circuit de Getxo
  - 5e du Grand Prix cycliste de Montréal
- 2024
  - 2e du Tour des Apennins
  - 3e de la Figueira Champions Classic
- 2025
  - 3e du Tour des Apennins
  - 4e de Liège-Bastogne-Liège
  - 8e du Tour du Pays basque

## Résultats sur les grands tours

### Tour de France
2 participations
- 2022 : 31e
- 2025 : 38e

### Tour d'Italie
2 participations
- 2023 : 26e
- 2024 : 32e

## Classements mondiaux
| Année                                 | 2014 | 2015 | 2016  | 2017  | 2018 | 2019 | 2020 | 2021 | 2022 | 2023 | 2024 |
| ------------------------------------- | ---- | ---- | ----- | ----- | ---- | ---- | ---- | ---- | ---- | ---- | ---- |
| Classement mondial                    |      |      | 1391e | 1033e | 470e | 131e | 253e | 136e | 368e | 93e  | 156e |
| UCI Europe Tour                       | 419e | 73e  | 1063e | 745e  | 345e | 108e | 208e | 116e | 295e | 72e  | 127e |
| UCI Asia Tour                         | nc   | nc   | nc    | nc    | 531e |      |      |      |      |      |      |
|                                       |      |      |       |       |      |      |      |      |      |      |      |
| Légende : nc = non classéSource : UCI |      |      |       |       |      |      |      |      |      |      |      |

## Distinctions
- Oscar TuttoBici des juniors : 2013